# Grøn ibis
Grøn ibis (latin: Mesembrinibis cayennensis) er en amerikansk storkefugl, der lever fra Costa Rica til Rio Grande do Sul.